# Błąkały
Błąkały, (niem. Blindgallen, 1938-1945 Schneegrund) – wieś w Polsce położona w województwie warmińsko-mazurskim, w powiecie gołdapskim, w gminie Dubeninki.
W latach 1975–1998 miejscowość administracyjnie należała do województwa suwalskiego.
Wieś założona w drugiej połowie XVI w. W pobliżu znajduje się przełom rzeki Błędzianki oraz widok na wzgórza Puszczy Rominckiej.
We wsi w latach 1926–1944 istniała stacja kolejowa Błąkały na linii Pobłędzie - Botkuny.
Podczas akcji germanizacyjnej nazw miejscowych i fizjograficznych historyczna nazwa niemiecka Blindgallen została w 1938 r. zastąpiona przez administrację nazistowską sztuczną formą Schneegrund.
Do zabytków zaliczyć należy cmentarz ewangelicki (nr ew. NID A-2847).